# Grand Prix d'été de saut à ski 2016
Navigation
Édition précédente Édition suivante
L'édition 2016 du Grand Prix d'été de saut à ski se déroule du 16 juillet au 2 octobre 2016.

## Grand Prix masculin

### Calendrier et podiums
| Date              | Lieu         | Épreuve | Vainqueur         | Deuxième                | Troisième         |
| ----------------- | ------------ | ------- | ----------------- | ----------------------- | ----------------- |
| 16 juillet 2016   | Courchevel   | HS 132  | Maciej Kot        | Kamil Stoch             | Stefan Kraft      |
| 23 juillet 2016   | Wisla        | HS 134  | Maciej Kot        | Anders Fannemel         | Andreas Wellinger |
| 30 juillet 2016   | Hinterzarten | HS 108  | Andreas Wellinger | Maciej Kot Stefan Kraft |                   |
| 6 aout 2016       | Einsiedeln   | HS 117  | Maciej Kot        | Kamil Stoch             | Michael Hayböck   |
| 27 aout 2016      | Hakuba       | HS 131  | Anders Fannemel   | Taku Takeuchi           | Andreas Wellinger |
| 28 aout 2016      | Hakuba       | HS 131  | Taku Takeuchi     | Joachim Hauer           | Anders Fannemel   |
| 10 septembre 2016 | Snezhinka    | HS 140  | Robert Kranjec    | Anže Semenič            | Karl Geiger       |
| 11 septembre 2016 | Snezhinka    | HS 140  | Anže Semenič      | Tomáš Vančura           | Vojtěch Štursa    |
| 17 septembre 2016 | Almaty       | HS 140  | Annulé            |                         |                   |
| 18 septembre 2016 | Almaty       | HS 140  | Annulé            |                         |                   |
| 1er octobre 2016  | Hinzenbach   | HS 94   | Maciej Kot        | Dawid Kubacki           | Peter Prevc       |
| 1er octobre 2016  | Klingenthal  | HS 140  | Maciej Kot        | Kamil Stoch             | Peter Prevc       |

### Classement
Classement final  :
| Rang | Nom               | Points |
| ---- | ----------------- | ------ |
| 1    | Maciej Kot        | 580    |
| 2    | Andreas Wellinger | 351    |
| 3    | Kamil Stoch       | 315    |
| 4    | Stefan Kraft      | 304    |
| 5    | Taku Takeuchi     | 280    |

## Grand Prix féminin

### Calendrier et podiums
| Date              | Lieu       | Épreuve | Vainqueur      | Deuxième     | Troisième        |
| ----------------- | ---------- | ------- | -------------- | ------------ | ---------------- |
| 16 juillet 2016   | Courchevel | HS 96   | Sara Takanashi | Chiara Hölzl | Yūki Itō         |
| 10 septembre 2016 | Snezhinka  | HS 106  | Sara Takanashi | Maren Lundby | Maja Vtič        |
| 11 septembre 2016 | Snezhinka  | HS 106  | Sara Takanashi | Carina Vogt  | Irina Avvakumova |
| 17 septembre 2016 | Almaty     | HS 106  | Annulé         |              |                  |
| 18 septembre 2016 | Almaty     | HS 106  | Annulé         |              |                  |

### Classement
Classement final  :
| Rang | Nom              | Points |
| ---- | ---------------- | ------ |
| 1    | Sara Takanashi   | 300    |
| 2    | Carina Vogt      | 160    |
| 3    | Irina Avvakumova | 155    |
| 4    | Yūki Itō         | 137    |
| 5    | Yūka Setō        | 112    |